# Epidendrum ruizianum
Epidendrum ruizianum är en orkidéart som beskrevs av Ernst Gottlieb von Steudel. Epidendrum ruizianum ingår i släktet Epidendrum och familjen orkidéer. Inga underarter finns listade i Catalogue of Life.